# Revised NGC
De Revised New General Catalogue(RNGC) en bijbehorende Revised Index Catalogue (RIC) vormen een catalogus van sterrenstelsels, nevels en sterrenhopen.
Zij zijn een herziene versie van de oorspronkelijke catalogi New General Catalogue (NGC) en Index Catalogue (IC) van J. L. E. Dreyer.
De catalogus, met 7840 objecten, werd in 1973 gepubliceerd door J.W. Sulentic en W.G. Tifft.
Een deel van de beschrijvingen was niet geheel juist en een deel van de helderheden van objecten was niet accuraat gemeten door Dreyer.
Derhalve zijn ze herzien.
De opgegeven posities in de RNGC gelden voor de epoche 1975.0. 
In 1988 verscheen een nieuwe herziene versie met als titel NGC 2000.0 met de coördinaten volgens de epoche 2000.0.